# After Five
After Five er en amerikansk komediestumfilm i sort-hvid fra 1915 instrueret af Cecil B. DeMille og Oscar Apfel.

## Medvirkende
- Edward Abeles som Ted Ewing
- Sessue Hayakawa som Oki
- Betty Schade som Nora Hildreth
- Jane Darwell som Fr. Russell, 'Tante Diddy'
- Theodore Roberts som Bruno Schwartz
- Monroe Salisbury som Sam Parker
- James Neil
- Ernest Joy
- Jode Mullally
- Ernest Garcia som sig selv (krediteret som Ernest Garcia)